# Pachydactylus mariquensis
Pachydactylus mariquensis — вид геконоподібних ящірок родини геконових (Gekkonidae). Ендемік Південно-Африканської Республіки.

## Поширення і екологія
Pachydactylus mariquensis широко поширені у внутрішніх районах ПАР, на північ від Капських гір. Вони живуть на пустищах кару, в саванах та в чагарникових заростях фінбош, на піщаних і гравійних пустищах, слабо порослих рослинностю. Зустрічаються на висоті до 1500 м над рівнем моря.